# Morophaga bucephala
Morophaga bucephala är en fjärilsart som beskrevs av Pieter Cornelius Tobias Snellen 1884. Morophaga bucephala ingår i släktet Morophaga och familjen äkta malar. Inga underarter finns listade i Catalogue of Life.